# Porella stephaniana
Porella stephaniana là một loài rêu tản trong họ Porellaceae. Loài này được (C. Massal.) S. Hatt. miêu tả khoa học lần đầu tiên năm.